# Alonte
Alonte is een gemeente in de Italiaanse provincie Vicenza (regio Veneto) en telt 1435 inwoners (31-12-2004). De oppervlakte bedraagt 10,9 km², de bevolkingsdichtheid is 132 inwoners per km².
De volgende frazioni maken deel uit van de gemeente: Corlanzone, Stamberga.

## Demografie
Alonte telt ongeveer 523 huishoudens. Het aantal inwoners steeg in de periode 1991-2001 met 42,4% volgens cijfers uit de tienjaarlijkse volkstellingen van ISTAT.
| Jaar | Inwoneraantal |
| ---- | ------------- |
| 1991 | 870           |
| 2001 | 1239          |

## Geografie
Alonte grenst aan de volgende gemeenten: Lonigo, Orgiano, San Germano dei Berici.